# علی بواب
علی بواب (انگلیسی: Ali Bouabé؛ زادهٔ ۷ مارس ۱۹۷۹) بازیکن فوتبال اهل مراکش بود.
از باشگاه‌هایی که در آن بازی کرده‌است می‌توان به باشگاه فوتبال ارتش سلطنتی مراکش، باشگاه فوتبال الفتح، باشگاه فوتبال لوکرن اوست والاندرن، و باشگاه فوتبال قنیطره اشاره کرد.
وی همچنین در تیم ملی فوتبال مراکش بازی کرده‌است.